# خودم را حس می‌کنم (ترانه ویل.آی.ام)
«خودم را حس می‌کنم» (به انگلیسی: Feelin' Myself) تک‌آهنگی از هنرمند اهل ایالات متحده آمریکا، ویل.آی.ام است که با همکاری مایلی سایرس، فرنچ مونتانا، ویز خلیفا و دی‌جی ماستارد ساخته شد.